# Fristad
Fristad is een plaats in de gemeente Borås in het landschap Västergötland en de provincie Västra Götalands län in Zweden. De plaats heeft 4808 inwoners (2005) en een oppervlakte van 506 hectare.

## Verkeer en vervoer
Bij de plaats lopen de Riksväg 42 en Länsväg 183.
De plaats heeft een station op de spoorlijnen Borås - Herrljunga en Uddevalla - Borås.